# Viktória Lukács
Viktória Győri-Lukács (n. 31 octombrie 1995, în Budapesta) este o handbalistă maghiară care joacă pentru clubul FTC-Rail Cargo Hungaria și echipa națională a Ungariei. Lukács evoluează pe postul de extremă dreapta.

## Palmares
- Nemzeti Bajnokság I:
  -  Medalie de aur: 2015
  -  Medalie de argint: 2012, 2016

- Magyar Kupa:
  -  Câștigătoare: 2017

- Cupa Cupelor EHF:
  -  Câștigătoare: 2012
  - Semifinalistă: 2015